# 배윤경
배윤경(1993년 1월 22일~)는 대한민국의 배우이다.

## 학력
- 건국대학교 의상디자인학과(졸업)

## 출연작

### 드라마
- 2018년 MBC 월화드라마 《나쁜 형사》 - 우태희 역
- 2018년 KBS2 월화드라마 《우리가 만난 기적》 - 어린 선혜진 역(김현주 아역)
- 2018년 KBS1 《조선미인별전》 - 단이 역
- 2019년 KBS2 단막극 《KBS 드라마 스페셜 - 사교-땐스의 이해》 - 유미나 역
- 2019년 KBS2 수목드라마 《닥터 프리즈너》 - 정세진 역
- 2020년 tvN 주말드라마 《하이바이, 마마!》 - 박혜진 역
- 2020년 tvN 월화드라마 《(아는 건 별로 없지만) 가족입니다》 - 전하라 역
- 2020년 MBC 월화드라마 《미쓰리는 알고 있다》 - 유현지 역(특별출연)
- 2020년 tvN 월화드라마 《청춘기록》 - 김수만 역
- 2021년 tvN 단막극 《드라마 스테이지 - 산부인과로 가는 길》 - 김소진 역
- 2021년 JTBC 주말드라마 《언더커버》 - 송미선 역 - 사무관
- 2021년 KBS2 월화드라마 《연모》 - 신소은 역
- 2022년 KBS2 단막극 《KBS 드라마 스페셜 - 아쉬탕가를 아시나요》 - 강나라 역
- 2023년 tvN 토일드라마 《일타 스캔들》 - 홍혜연 역
- 2024년 tvN 월화드라마 《웨딩 임파서블》 - 윤채원 역

### 예능
- 2017년 채널A 《하트시그널》 - 고정출연
- 2018년 SBS 《백종원의 골목식당》 - 게스트
- 2021년 SBS 《런닝맨》 - 게스트